# FIVB World Tour Finals de 2018
FIVB World Tour Finals de 2018 é a 4ª edição da competição que reúne as melhores duplas do Circuito Mundial de Vôlei de Praia, em ambos os gêneros, realizado entre 15 a 19 de agosto de 2018 na cidade de Hamburgo, com um total de 20 duplas.

## Fórmula de disputa
A competição será disputada por 10 duplas por gênero, distribuídas proporcionalmente entre os Grupos A e B (fase de grupos) em turno único, onde as equipes melhores colocadas de cada grupo garantirá vaga direta nas semifinais, enquanto as segundas e terceiras colocadas de cada grupo enfrentam-se nas quartas de finais e na sequência as duplas qualificadas disputarão a fase eliminatória até as semifinais e os vencedores semifinalistas se enfrentarão pela medalha de ouro e os perdedores pela de bronze.

## Local dos jogos
| Local                         |
| ----------------------------- |
| Hamburgo, Alemanha            |
| Arena Montada - Am Rothenbaum |
| Capacidade: 13 200            |
|                               |

## Campeões
| Evento            | Ouro                                        | Prata                                       | Bronze                                              |
| Torneio masculino | NoruegaAnders Mol · Christian Sandlie Sørum | PolóniaMichał Bryl · Grzegorz Fijałek       | PolóniaPiotr Kantor · Bartosz Łosiak                |
| Torneio feminino  | BrasilÁgatha Bednarczuk · Duda Lisboa       | ChéquiaBarbora Hermannová · Markéta Sluková | AustráliaMariafe Artacho del Solar · Taliqua Clancy |

## Torneio Masculino

### Fase classificatória
|  | Qualificados para semifinais- (primeiro colocação)                     |
|  | Qualificados para as quartas de final- (segunda e terceira colocações) |

#### Grupo A
|     |                                    |     | Jogos | Jogos | Jogos | Sets | Sets | Sets  | Pontos | Pontos | Pontos |
| Pos | Equipe                             | Pts | T     | V     | D     | V    | P    | R     | V      | P      | R      |
| --- | ---------------------------------- | --- | ----- | ----- | ----- | ---- | ---- | ----- | ------ | ------ | ------ |
| 1   | Piotr Kantor–Bartosz Łosiak        | 7   | 4     | 3     | 1     | 7    | 2    | 3.500 | 176    | 151    | 1.166  |
| 2   | Julius Thole–Clemens Wickler       | 7   | 4     | 3     | 1     | 6    | 4    | 1.500 | 179    | 168    | 1.065  |
| 3   | Paolo Nicolai–Daniele Lupo         | 6   | 4     | 2     | 2     | 6    | 6    | 1.000 | 212    | 206    | 1.029  |
| 4   | Igor Velichko–Oleg Stoyanovskiy    | 6   | 4     | 2     | 2     | 4    | 6    | 0.667 | 176    | 193    | 0.912  |
| 5   | Jānis Šmēdiņš–Aleksandrs Samoilovs | 4   | 4     | 0     | 4     | 3    | 8    | 0.375 | 177    | 202    | 0.876  |

| 15 ago | 10:45 | Piotr Kantor–Bartosz Łosiak        | 2-0 | Igor Velichko–Oleg Stoyanovskiy    | 21-18, 21-16        | Relatório |
| 15 ago | 12:00 | Jānis Šmēdiņš–Aleksandrs Samoilovs | 1-2 | Paolo Nicolai–Daniele Lupo         | 21-16,14-21, 10-15  | Relatório |
| 15 ago | 18:00 | Piotr Kantor–Bartosz Łosiak        | 2-0 | Jānis Šmēdiņš–Aleksandrs Samoilovs | 21-17, 21-18        | Relatório |
| 15 ago | 21:00 | Julius Thole–Clemens Wickler       | 2-0 | Igor Velichko–Oleg Stoyanovskiy    | 21-19, 21-11        | Relatório |
| 16 ago | 11:00 | Julius Thole–Clemens Wickler       | 2-1 | Paolo Nicolai–Daniele Lupo         | 21-17, 18-21, 15-13 | Relatório |
| 16 ago | 13:00 | Igor Velichko–Oleg Stoyanovskiy    | 2-1 | Jānis Šmēdiņš–Aleksandrs Samoilovs | 21-18, 19-21, 15-13 | Relatório |
| 16 ago | 16:30 | Piotr Kantor–Bartosz Łosiak        | 1-2 | Paolo Nicolai–Daniele Lupo         | 21-16, 16-21,13-15  | Relatório |
| 16 ago | 18:30 | Julius Thole–Clemens Wickler       | 2-1 | Jānis Šmēdiņš–Aleksandrs Samoilovs | 17-21, 21-12, 15-12 | Relatório |
| 17 ago | 12:00 | Igor Velichko–Oleg Stoyanovskiy    | 2-1 | Paolo Nicolai–Daniele Lupo         | 21-18, 16-21, 20-18 | Relatório |
| 17 ago | 13:30 | Julius Thole–Clemens Wickler       | 0-2 | Piotr Kantor–Bartosz Łosiak        | 15-21,15-21         | Relatório |

#### Grupo B
|     |                                    |     | Jogos | Jogos | Jogos | Sets | Sets | Sets  | Pontos | Pontos | Pontos |
| Pos | Equipe                             | Pts | T     | V     | D     | V    | P    | R     | V      | P      | R      |
| --- | ---------------------------------- | --- | ----- | ----- | ----- | ---- | ---- | ----- | ------ | ------ | ------ |
| 1   | Anders Mol–Christian Sandlie Sørum | 7   | 4     | 3     | 1     | 7    | 3    | 2.333 | 195    | 172    | 1.134  |
| 2   | Michał Bryl–Grzegorz Fijałek       | 7   | 4     | 3     | 1     | 6    | 5    | 1.200 | 191    | 182    | 1.049  |
| 3   | Mārtiņš Pļaviņš–Edgars Točs        | 6   | 4     | 2     | 2     | 6    | 6    | 1.000 | 224    | 227    | 0.987  |
| 4   | Alexander Brouwer–Robert Meeuwsen  | 6   | 4     | 2     | 2     | 6    | 5    | 1.200 | 203    | 210    | 0.967  |
| 5   | Pablo Herrera–Adrián Gavira        | 4   | 4     | 0     | 4     | 2    | 8    | 0.250 | 180    | 202    | 0.891  |

| 15 ago | 11:00 | Alexander Brouwer–Robert Meeuwsen  | 1-2 | Michał Bryl–Grzegorz Fijałek      | 16-21, 21-19, 9-15  | Relatório |
| 15 ago | 13:00 | Pablo Herrera–Adrián Gavira        | 1-2 | Mārtiņš Pļaviņš–Edgars Točs       | 32-34,21-17, 12-15  | Relatório |
| 15 ago | 17:00 | Anders Mol–Christian Sandlie Sørum | 2-0 | Michał Bryl–Grzegorz Fijałek      | 21-18, 21-16        | Relatório |
| 15 ago | 19:00 | Alexander Brouwer–Robert Meeuwsen  | 2-0 | Pablo Herrera–Adrián Gavira       | 22-20, 23-21        | Relatório |
| 16 ago | 10:00 | Anders Mol–Christian Sandlie Sørum | 2-1 | Mārtiņš Pļaviņš–Edgars Točs       | 18-21, 21-19, 15-12 | Relatório |
| 16 ago | 12:00 | Michał Bryl–Grzegorz Fijałek       | 2-1 | Pablo Herrera–Adrián Gavira       | 13-21,21-12,15-12   | Relatório |
| 16 ago | 15:30 | Alexander Brouwer–Robert Meeuwsen  | 1-2 | Mārtiņš Pļaviņš–Edgars Točs       | 23-21,19-21,13-15   | Relatório |
| 16 ago | 17:30 | Anders Mol–Christian Sandlie Sørum | 2-0 | Pablo Herrera–Adrián Gavira       | 21-14,21-15         | Relatório |
| 17 ago | 13:00 | Michał Bryl–Grzegorz Fijałek       | 2-1 | Mārtiņš Pļaviņš–Edgars Točs       | 21-19,17-21,15-9    | Relatório |
| 17 ago | 14:30 | Anders Mol–Christian Sandlie Sørum | 1-2 | Alexander Brouwer–Robert Meeuwsen | 21-17, 23-25, 13-15 | Relatório |

### Quartas de final
| 17 ago | 19:45 | Michał Bryl–Grzegorz Fijałek | 2-0 | Paolo Nicolai–Daniele Lupo  | 21-18,21-18       | Relatório |
| 17 ago | 20:45 | Julius Thole–Clemens Wickler | 2-1 | Mārtiņš Pļaviņš–Edgars Točs | 22-20,15-21,15-13 | Relatório |

### Semifinais
| 18 ago | 14:15 | Julius Thole–Clemens Wickler | 1-2 | Anders Mol–Christian Sandlie Sørum | 16-21,21-16,9-15 | Relatório |
| 18 ago | 15:30 | Piotr Kantor–Bartosz Łosiak  | 0-2 | Michał Bryl–Grzegorz Fijałek       | 17-21,15-21      | Relatório |

### Terceiro lugar
| 18 ago | 19:15 | Piotr Kantor–Bartosz Łosiak | 2-1 | Julius Thole–Clemens Wickler | 19-21,21-15,15-13 | Relatório |

### Final
| 18 ago | 20:30 | Michał Bryl–Grzegorz Fijałek | 0-2 | Anders Mol–Christian Sandlie Sørum | 19-21,17-21 | Relatório |

## Classificação final
| Posição                            | Equipe                             | Pontuação   | Prêmio       |
| ---------------------------------- | ---------------------------------- | ----------- | ------------ |
| Medalha de ouro                    | Anders Mol Christian Sandlie Sørum | A definir   | $ 150,000.00 |
| Medalha de prata                   | Michał Bryl Grzegorz Fijałek       | A definir   | $ 80,000.00  |
| Medalha de bronze                  | Piotr Kantor Bartosz Łosiak        | A definir   | $ 50,000.00  |
| 4                                  | Julius Thole Clemens Wickler       | A definir   | $ 35,000.00  |
| 5                                  |                                    |             |              |
| Paolo Nicolai Daniele Lupo         | A definir                          | $ 20,000.00 |              |
| Mārtiņš Pļaviņš Edgars Točs        | A definir                          | $ 20,000.00 |              |
| 7                                  |                                    |             |              |
| Igor Velichko Oleg Stoyanovskiy    | A definir                          | $ 15,000.00 |              |
| Alexander Brouwer Robert Meeuwsen  | A definir                          | $ 15,000.00 |              |
| 9                                  |                                    |             |              |
| Pablo Herrera Adrián Gavira        | A definir                          | $ 7,500.00  |              |
| Jānis Šmēdiņš Aleksandrs Samoilovs | A definir                          | $ 7,500.00  |              |

## Torneio Feminino

### Fase classificatória
|  | Qualificados para semifinais- (primeiro colocação)                     |
|  | Qualificados para as quartas de final- (segunda e terceira colocações) |

#### Grupo A
|     |                                        |     | Jogos | Jogos | Jogos | Sets | Sets | Sets  | Pontos | Pontos | Pontos |
| Pos | Equipe                                 | Pts | T     | V     | D     | V    | P    | R     | V      | P      | R      |
| --- | -------------------------------------- | --- | ----- | ----- | ----- | ---- | ---- | ----- | ------ | ------ | ------ |
| 1   | Maria Elisa Antonelli–Carolina Salgado | 7   | 4     | 3     | 1     | 6    | 3    | 2.000 | 174    | 163    | 1.067  |
| 2   | Heather Bansley–Brandie Wilkerson      | 7   | 4     | 3     | 1     | 6    | 3    | 2.000 | 167    | 160    | 1.044  |
| 3   | Chantal Laboureur–Julia Sude           | 6   | 4     | 2     | 2     | 5    | 4    | 1.250 | 173    | 167    | 1.036  |
| 4   | Summer Ross–Sara Hughes                | 6   | 4     | 2     | 2     | 5    | 5    | 1.000 | 186    | 181    | 1.028  |
| 5   | Sanne Keizer–Madelein Meppelink        | 4   | 4     | 0     | 4     | 1    | 8    | 0.125 | 155    | 184    | 0.842  |

| 15 ago | 14:00 | Maria Elisa Antonelli–Carolina Salgado | 2-0 | Summer Ross–Sara Hughes                | 24-22, 21-18        | Relatório |
| 15 ago | 16:00 | Heather Bansley–Brandie Wilkerson      | 2-0 | Sanne Keizer–Madelein Meppelink        | 21-19,21-15         | Relatório |
| 16 ago | 13:30 | Chantal Laboureur–Julia Sude           | 1-2 | Summer Ross–Sara Hughes                | 21-14,19-21,8-15    | Relatório |
| 16 ago | 14:00 | Maria Elisa Antonelli–Carolina Salgado | 0-2 | Heather Bansley–Brandie Wilkerson      | 17-21, 16-21        | Relatório |
| 16 ago | 19:45 | Chantal Laboureur–Julia Sude           | 2-0 | Sanne Keizer–Madelein Meppelink        | 24-22,21-19         | Relatório |
| 16 ago | 10:00 | Summer Ross–Sara Hughes                | 1-2 | Heather Bansley–Brandie Wilkerson      | 20-22, 21-14, 10-15 | Relatório |
| 17 ago | 15:30 | Maria Elisa Antonelli–Carolina Salgado | 2-1 | Sanne Keizer–Madelein Meppelink        | 21-14,16-21,15-8    | Relatório |
| 18 ago | 17:30 | Chantal Laboureur–Julia Sude           | 2-0 | Heather Bansley–Brandie Wilkerson      | 21-10, 21-13        | Relatório |
| 18 ago | 10:45 | Summer Ross–Sara Hughes                | 2-0 | Sanne Keizer–Madelein Meppelink        | 21-15, 24-22        | Relatório |
| 18 ago | 11:45 | Chantal Laboureur–Julia Sude           | 0-2 | Maria Elisa Antonelli–Carolina Salgado | 21-23, 17-21        | Relatório |

#### Grupo B
|     |                                          |     | Jogos | Jogos | Jogos | Sets | Sets | Sets  | Pontos | Pontos | Pontos |
| Pos | Equipe                                   | Pts | T     | V     | D     | V    | P    | R     | V      | P      | R      |
| --- | ---------------------------------------- | --- | ----- | ----- | ----- | ---- | ---- | ----- | ------ | ------ | ------ |
| 1   | Mariafe Artacho del Solar–Taliqua Clancy | 7   | 4     | 3     | 1     | 7    | 2    | 3.500 | 180    | 156    | 1.154  |
| 2   | Ágatha Bednarczuk–Duda Lisboa            | 7   | 4     | 3     | 1     | 6    | 4    | 1.500 | 184    | 179    | 1.028  |
| 3   | Barbora Hermannová–Markéta Sluková       | 6   | 4     | 2     | 2     | 5    | 6    | 0.833 | 198    | 197    | 1.005  |
| 4   | Sarah Pavan–Melissa Humana-Paredes       | 6   | 4     | 2     | 2     | 4    | 4    | 1.000 | 153    | 156    | 0.981  |
| 5   | Isabel Schneider–Victoria Bieneck        | 4   | 4     | 0     | 4     | 2    | 8    | 0.250 | 168    | 199    | 0.844  |

| 15 ago | 15:00 | Sarah Pavan–Melissa Humana-Paredes  | 0-2 | Mariafe Artacho del Solar–Taliqua Clancy | 16-21, 19-21        | Relatório |
| 15 ago | 20:00 | Ágatha Bednarczuk–Duda Lisboa       | 2-1 | Isabel Schneider–Victoria Bieneck        | 19-21,21-17,17-15   | Relatório |
| 16 ago | 14:30 | Barbora Hermannová–Markéta Sluková  | 2-1 | Mariafe Artacho del Solar–Taliqua Clancy | 21-18,19-21,16-14   | Relatório |
| 16 ago | 15:00 | Ágatha Bednarczuk–Duda Lisboa       | 2-0 | Sarah Pavan–Melissa Humana-Paredes       | 21-19, 21-15        | Relatório |
| 16 ago | 20:45 | Barbora Hermannová–Markéta Sluková  | 2-1 | Isabel Schneider–Victoria Bieneck        | 20-22,21-13,15-12   | Relatório |
| 17 ago | 11:00 | Barbora Hermannová–Markéta Sluková  | 0-2 | Sarah Pavan–Melissa Humana-Paredes       | 17-21, 19-21        | Relatório |
| 17 ago | 16:30 | Ágatha Bednarczuk–Duda Lisboa       | 0-2 | Mariafe Artacho del Solar–Taliqua Clancy | 18-21,12-21         | Relatório |
| 18 ago | 18:30 | Isabel Schneider–Victoria Bieneck   | 0-2 | Sarah Pavan–Melissa Humana-Paredes       | 19-21, 17-21        | Relatório |
| 18 ago | 11:45 | Barbora Hermannová–Markéta Slukovás | 1-2 | Ágatha Bednarczuk–Duda Lisboa            | 16-21, 21-19, 13-15 | Relatório |
| 18 ago | 13:00 | Isabel Schneider–Victoria Bieneck   | 0-2 | Mariafe Artacho del Solar–Taliqua Clancy | 15-21, 20-22        | Relatório |

### Quartas de final
| 18 ago | 16ː45 | Heather Bansley–Brandie Wilkerson | 1-2 | Barbora Hermannová–Markéta Sluková | 15-21,21-17,7-15 | Relatório |
| 18 ago | 18:00 | Chantal Laboureur–Julia Sude      | 1-2 | Ágatha Bednarczuk–Duda Lisboa      | 21-12,14-21,9-15 | Relatório |

### Semifinais
| 19 ago | 09ː00 | Barbora Hermannová–Markéta Sluková     | 2-1 | Mariafe Artacho del Solar–Taliqua Clancy | 13-21, 21-19, 17-15 | Relatório |
| 19 ago | 10:15 | Maria Elisa Antonelli–Carolina Salgado | 0-2 | Ágatha Bednarczuk–Duda Lisboa            | 29-31,18-21         | Relatório |

### Terceiro lugar
| 18 ago | 12:30 | Maria Elisa Antonelli–Carolina Salgado | 1-2 | Mariafe Artacho del Solar–Taliqua Clancy | 15-21,21-19,8-15 | Relatório |

### Final
| 18 ago | 14:00 | Ágatha Bednarczuk–Duda Lisboa | 2-0 | Barbora Hermannová–Markéta Sluková | 21-15,21-19 | Relatório |

## Classificação final
| Posição                            | Equipe                                   | Pontuação   | Prêmio       |
| ---------------------------------- | ---------------------------------------- | ----------- | ------------ |
| Medalha de ouro                    | Ágatha Bednarczuk Duda Lisboa            | A definir   | $ 150,000.00 |
| Medalha de prata                   | Barbora Hermannová Markéta Sluková       | A definir   | $ 80,000.00  |
| Medalha de bronze                  | Mariafe Artacho del Solar Taliqua Clancy | A definir   | $ 50,000.00  |
| 4                                  | Maria Elisa Antonelli Carolina Salgado   | A definir   | $ 35,000.00  |
| 5                                  |                                          |             |              |
| Heather Bansley Brandie Wilkerson  | A definir                                | $ 20,000.00 |              |
| Chantal Laboureur Julia Sude       | A definir                                | $ 20,000.00 |              |
| 7                                  |                                          |             |              |
| Sarah Pavan Melissa Humana-Paredes | A definir                                | $ 15,000.00 |              |
| Summer Ross Sara Hughes            | A definir                                | $ 15,000.00 |              |
| 9                                  |                                          |             |              |
| Isabel Schneider Victoria Bieneck  | A definir                                | $ 7,500.00  |              |
| Sanne Keizer Madelein Meppelink    | A definir                                | $ 7,500.00  |              |